# Bitwa o Borkowo
Bitwa o Borkowo – walki toczone w dniach 14–15 sierpnia 1920 roku przez Brygadę Syberyjską (BSyb.) pod dowództwem płk. Kazimierza Rumszy oraz oddziały 9 i 18 Dywizji Piechoty z oddziałami sowieckiej 11 i 16 Dywizji Strzelców ze składu 15 Armii Augusta Korka w nad dolną Wkrą w czasie wojny polsko-bolszewickiej.

## Walki
Na rozkaz dowódcy Frontu Północnego gen. Józefa Hallera 5 Armia gen. Władysława Sikorskiego 14 sierpnia rozpoczęła nad Wkrą natarcie na szykującą się do sforsowania tej rzeki sowiecką 15 Armię.
Dzień wcześniej w rejonie Borkowo – Zawady skoncentrowano Brygadę Syberyjską płk. Rumszy. 13 sierpnia w południe przybył ze Zegrza po czternastogodzinnym marszu 1 Syberyjski pułk piechoty mjr. Franciszka Dindorfa-Ankowicza (późniejszy 82 pp). Pułk otrzymał zadanie obrony przepraw na Wkrze pod Borkowem do czasu nadejścia 9 DP. Jego I batalion zajął stanowiska pod wsią Cieksyn na wschodnim brzegu rzeki, II batalion obsadził wzgórza na południe od Borkowa na zachodnim brzegu Wkry, III batalion stanął jako odwód tuż za Borkowem, w okopach niemieckich z czasów I wojny światowej.
Około jednego kilometra za Borkowem zajęły pozycje baterie Syberyjskiego dywizjonu artylerii. Po północy nadciągnął w rejon walk 2 Syberyjski pułk piechoty i zajął pozycje nad Wkrą pod Wroną i Józefowem, ubezpieczając się batalionem na odcinku Borkowo – Zawady. Pułk sąsiadował od północy ze 144 pp z 18 Dywizji Piechoty, a od południa z 1 Syberyjskim pułkiem piechoty. 
Brygada Syberyjska była jednostką świeżo sformowaną z przybyłych do kraju resztek 5 Dywizji płk. Waleriana Czumy, grupy zdemobilizowanych żołnierzy „Błękitnej Armii” gen. Józefa Hallera, którzy zgłosili się do szeregów, aby bronić zagrożonej niepodległości, oraz w około 75% z ochotników - głównie młodzieży gimnazjalnej, harcerskiej (m.in. z Łodzi przybyły w komplecie dwie klasy gimnazjum męskiego wraz ze swoim kapelanem). Młodzież przeszła zaledwie dwutygodniowe przeszkolenie. Tylko Syberyjski dywizjon artylerii dysponował doświadczoną obsadą, składającą się głównie z byłych żołnierzy 5 pułku artylerii polowej dywizji płk. Czumy. Brygada płk. Rumszy była jednostką słabo wyszkoloną. Oddziały jej nie były zgrane, a dowódcy nie znali swoich podwładnych. Przed jej pozycjami do forsowania Wkry szykowały się 11 i 16 DS z rosyjskiej 15 Armii. 
W związku z rozpoczynającym się natarciem 5 Armii, 14 sierpnia kpt. Józef Werobej otrzymał od dowódcy brygady rozkaz uderzenia jednym batalionem wzmocnionym baterią artylerii ze wsi Zawady wzdłuż Sony na Nowe Miasto. Po jego opanowaniu miał nacierać dalej na Gąsocin i do 18.00 zająć tę miejscowość. Sztab brygady nie miał informacji o rozmieszczeniu oddziałów nieprzyjaciela na wschodnim brzegu Wkry.
Również dowództwo sowieckie nie spodziewało się zastać nad Wkrą większych sił polskich, nastawiano się na szybkie sforsowanie rzeki i marsz nad Wisłę. Kpt. Werobej postanowił najpierw wyprzeć Rosjan z Nowego Popielżyna, aby zabezpieczyć przeprawę przez Wkrę i otworzyć sobie drogę na Nowe Miasto. Do ataku na Popielżyn wyznaczył III batalion, który miał w swoim składzie 12 kompanię złożoną w całości z weteranów „Błękitnej Armii”. Doskonale dowodzona kompania około 13.00 brawurowym natarciem sforsowała Wkrę, odrzucając zaskoczone oddziały 16 DS. W ślad za nią przeprawiły się 9 i 10 kompanie. Do 14.00 batalion zajął dogodne pozycje wyjściowe do uderzenia na Nowe Miasto. Plan natarcia został jednak pokrzyżowany przez niepomyślny rozwój sytuacji na odcinku 1 Syberyjskiego pułku piechoty mjr. Dindorfa-Ankowicza. Już przed południem oddziały 11 DS przekroczyły Wkrę na obu skrzydłach pułku. Ich postępy na lewym skrzydle zostały zatrzymane przez odwodowe 11 i 12 kompanię złożone z ochotników. W szeregach panował bojowy nastrój, który nieraz przejawiał się w sposób zaskakujący dla oficerów przyzwyczajonych do wojskowej dyscypliny (gdy pod Borkowem mjr Dindorf-Ankowicz przejeżdżał koło odwodowego III batalionu, powitały go gwizdy i okrzyki: My chcemy się bić!. To 10 kompania, złożona w większości z uczniów VIII klasy gimnazjalnej, żądała wysłania na pierwszą linię, w ślad za VII klasą, która poszła do kontrataku).
Pod Cieksynem gwałtowne natarcie przeciwnika złamało obronę I batalionu mjr. Jana Czapli. Utracono Cieksyn i wzgórze koło wioski. Batalion dwukrotnie kontratakował, odzyskiwał wzgórze i dwukrotnie był z niego wypierany. Trzeci kontratak, wsparty odwodową 10 kompanią, doszedł niemal do zabudowań wioski. Tutaj mjr Czapla poległ, gdy z karabinem w ręku prowadził ochotników do szturmu na bagnety (został pośmiertnie odznaczony orderem Virtuti Militari). Gdy zginął dowódca batalionu i polegli wszyscy dowódcy kompanii, mniej doświadczeni żołnierze załamali się i batalion grupkami spłynął na zachodni brzeg Wkry. Zawiodło wsparcie artyleryjskie, dywizjon brygady został bowiem ostrzelany przez baterie sowieckie, poniósł straty i musiał zmieniać stanowiska. Przeciwnik przekroczył Wkrę, opanował mostek kolejki wąskotorowej między stanowiskami obu pułków brygady i wyparł z Borkowa kompanię 2 pp, pozostawioną tutaj przez kpt. Werobeja w celu utrzymywania łączności z 1 Syberyjskim pułkiem piechoty. Dalsze jego postępy groziły przełamaniem frontu w centrum ugrupowania Brygady Syberyjskiej.
Tymczasem do Borkowa zbliżały się 35 i 41 pp z 9 Dywizji Piechoty. Ok. godz. 15 ubezpieczenie 35 pp, zauważył cofające się tyraliery 1 Syberyjskiego pp i podążającą za nim sowiecką piechotę. III batalion zajął wzgórze na północnym skraju wsi i ogniem ckm zatrzymał sowiecką piechotą. Podobnie 50 cekaemów 41 pp mjr. Stanisława Juszczackiego, broniącego okopów bardziej na lewo, między Borkowem a m. Wrona, zdziesiątkowało gęste tyraliery 11 DS, które postępowały za zdezorganizowanymi pododdziałami Brygady Syberyjskiej.

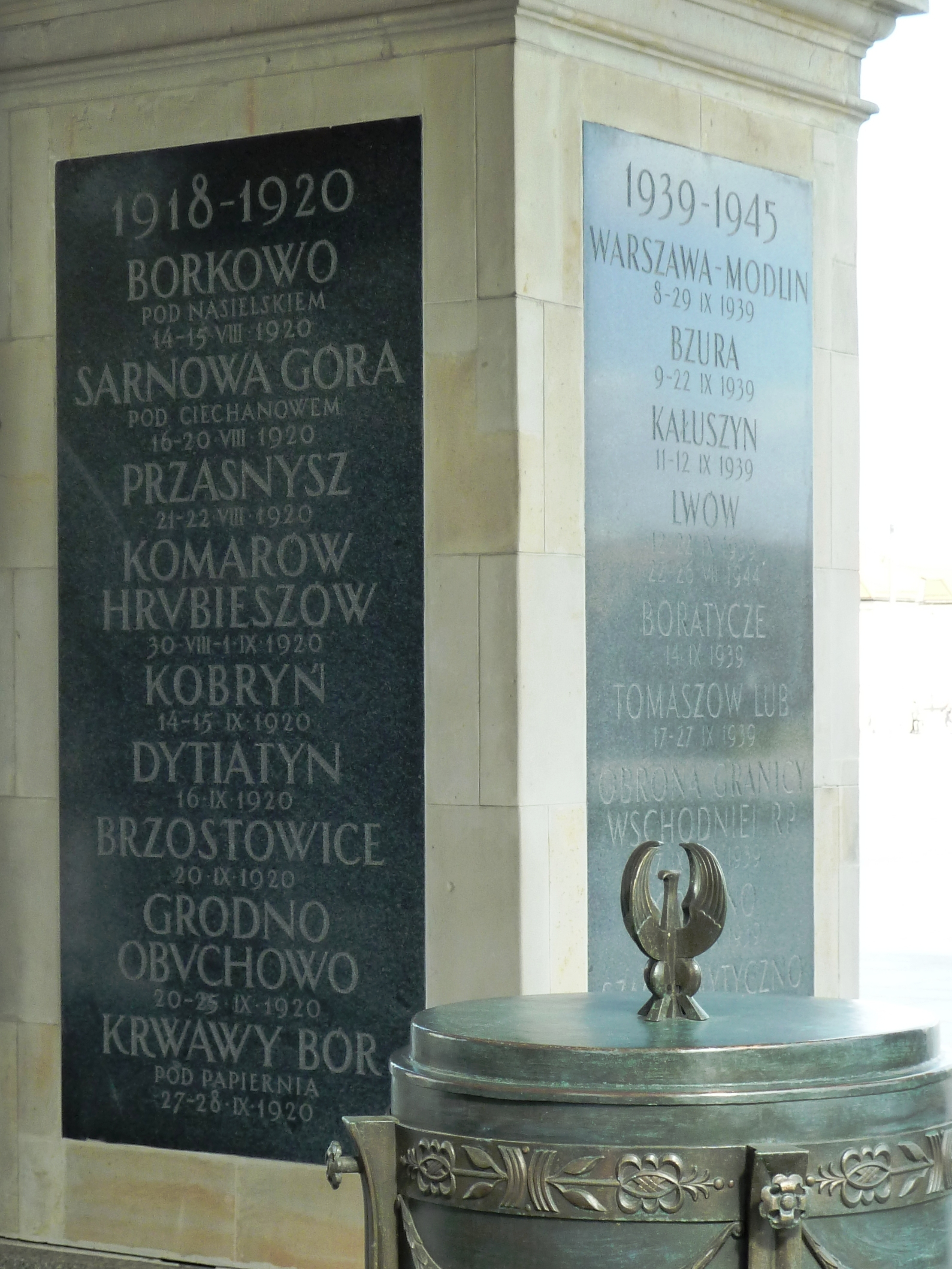
Grób Nieznanego Żołnierza w Warszawie - upamiętnienie bitwy BORKOWO 14-15·VIII·1920

W związku z wydarzeniami na odcinku 1 pułku kpt. Werobej odwołał natarcie na Nowe Miasto. Zachęcony sukcesami przeciwnik uderzył na III batalion 2 Syberyjskiego pp na wschodnim brzegu Wkry, a równocześnie sforsował rzekę na odcinku 1 batalionu. W ciężkiej walce obie strony poniosły duże straty. Kpt. Werobej wycofał na zachodni brzeg Wkry 12 kompanię, a odwodowy II batalion kpt. Bronisława Szczyradłowskiego skierował do uderzenia na prawe skrzydło Rosjan atakujących 1 pułk piechoty pod Borkowem. Batalion około godz. 18 opanował część tej miejscowości, ale wieczorem, na rozkaz płk. Rumszy, wycofał się na wzg. 103. Nocą 14/15 sierpnia 2 Syberyjski pp wrócił na stanowiska wyjściowe. Tej nocy do sztabu brygady dotarł rozkaz gen. Sikorskiego, aby dowódcy jednostek 5 Armii  energicznie kontynuowali natarcie bez względu na straty. Płk Rumsza ponowił zatem rozkaz uderzenia na Nowe Miasto. Po uporządkowaniu wykrwawionych oddziałów, 15 sierpnia o godz. 13.00 pod wsią Joniec 1 batalion 2 Syberyjskiego pp sforsował Wkrę i wspierany ogniem sześciu dział ruszył na Nowe Miasto. Godzinę później 3 batalion sforsował rzekę pod Zawadami i uderzył na Popielżyn Dolny - Miszewo, na południe od Nowego Miasta. Także sąsiedni 144 pp nacierał na Nowe Miasto. Wieczorem, po odparciu kilku kontrataków pododdziałów 16 DS, oba pułki wkroczyły do Nowego Miasta. Natomiast 35 pp, wspierany przez pododdziały 41 pp i silny ogień artylerii fortecznej Modlina oraz baterii 9 pap, odzyskał Borkowo i wyparł Rosjan  za rzekę. O godz. 15.00 przeciwnik przypuścił silny kontratak na odcinku III batalionu 35 pp. Idąca z pomocą 2 kompania 35 pp straciła w ogniu artylerii sowieckiej połowę żołnierzy, ale w szturmie na bagnety odzyskała utracone okopy. W pościgu za wycofującym się  przeciwnikiem pododdziały 35 i 41 pp przeszły wpław Wkrę i zajęły wschodni brzeg rzeki.
Dwudniowa bitwa pod Borkowem zakończyła się sukcesem Brygady Syberyjskiej i pułków 9 Dywizji Piechoty. Za cenę około pięciuset poległych
i rannych zniweczono próby sforsowania Wkry przez 11 i 16 DS. Dzięki zajęciu wschodniego brzegu rzeki oddziały polskie uzyskały dogodne podstawy do natarcia głównych sił 5 Armii w kierunku Nasielska i Pułtuska 16 sierpnia. Straty sowieckie nieznane.
Walki żołnierzy polskich o Borkowo zostały upamiętnione na Grobie Nieznanego Żołnierza w Warszawie, napisem na jednej z tablic w II RP i po 1990 r. - "BORKOWO pod NASIELSKIEM   14 - 15 VIII 1920".